# Ricardo-Modell
Das Ricardo-Modell (auch Ricardianisches Modell oder Theorie der komparativen Kostenvorteile) nach David Ricardo ist ein vereinfachendes Modell zur Erklärung des Außenhandels zwischen zwei Ländern. Dem Modell liegt dabei die unterschiedliche Arbeitsproduktivität zugrunde, die zu internationalem Handel führt.
Aus sogenannten komparativen Kostenvorteilen (von lat.: comparare = vergleichen) entstehen komparative Preisvorteile der Länder zueinander beim betrachteten Produktionsfaktor menschliche Arbeitskraft. Die Grundannahme ist die Existenz unterschiedlicher Arbeitsproduktivitäten und daraus resultierender unterschiedlicher Opportunitätskosten. Die Theorie der komparativen Kostenvorteile stellt insoweit eine Weiterentwicklung der Theorie der absoluten Kostenvorteile von Adam Smith dar.

## Entstehungsgeschichte der Theorie
David Ricardo (1772–1823), Engländer und einer der Hauptvertreter der klassischen Nationalökonomie, entstammte einer wohlhabenden portugiesischen Einwandererfamilie. Schon in jungen Jahren erwirtschaftete er jedoch selbst ein beträchtliches Vermögen.
Sein Hauptwerk On the Principles of Political Economy and Taxation (1817), das die Theorie der komparativen Kostenvorteile begründet, entstand vor dem historischen Hintergrund des Wiener Kongresses, der 1815 Europa nach dem Ende der Napoleonischen Kriege neu ordnete und zudem die Kontinentalblockade gegen England endgültig beendete. Mit Ende der Kontinentalblockade blühte der Handel mit England wieder auf. Die britische Regierung sicherte jedoch die heimische Wirtschaft mit Schutzzöllen gegenüber ausländischen Importen ab. Besonders im Bereich der Landwirtschaft, z. B. bei der Einfuhr von Weizen, existierten solche Handelsbeschränkungen (vgl. hierzu Corn Laws).
David Ricardo versuchte daraufhin mittels seiner Theorie der komparativen Vorteile zu belegen, dass diese Importzölle der britischen Wirtschaft letztlich schaden. Er vertrat diese Überzeugung auch gegenüber dem britischen Unterhaus, das die Corn Laws jedoch erst 1846 aufhob.
Zusammenfassend für Ricardos Überzeugung soll folgendes Zitat stehen:
It is quite important to the happiness of mankind that our enjoyments should be increased by the better distribution of labour, by each country producing those commodities for which its situation, its climate, and its other natural or artificial advantages is adapted, and by exchanging them for the commodities of other countries...
Gerhard Bondi übersetzt das in der deutschen Ausgabe des Werkes mit:
Die Vermehrung unserer Annehmlichkeiten durch eine bessere Verteilung der Arbeit, indem jedes Land jene Waren produziert, für die es durch seine Lage, sein Klima sowie durch seine anderen natürlichen oder künstlichen Vorteile geeignet ist und sie gegen die Waren anderer Länder eintauscht, ist für das Wohl der Menschheit genauso wichtig wie ihre Verwendung.
Weiterhin würdigte Paul Samuelson, Nobelpreisträger und einer der bedeutendsten Ökonomen des 20. Jahrhunderts, einmal die Idee des komparativen Vorteils als das beste ihm bekannte Beispiel eines ökonomischen Prinzips, das bei all seiner unbestreitbaren Wahrheit selbst intelligenten Menschen nicht unmittelbar einleuchtet.

## Einordnung in die Wirtschaftswissenschaft
Volkswirtschaftlich betrachtet bildet Ricardos Modell der komparativen Vorteile die theoretische Grundlage für die Erklärung des Außenhandels zwischen den Nationen. Es ist eine einfache und grundlegende Darstellung der Vorteilhaftigkeit von Freihandel für alle beteiligten Nationen. Zudem werden hierbei komparative Preisvorteile auf komparative Kostenvorteile zurückgeführt.
Grundlegend für das Entstehen der komparativen Vorteile ist die Existenz unterschiedlicher Opportunitätskosten, die sich wiederum auf verschiedene Arbeitsproduktivitäten zurückführen lassen. Treten Staaten in Handel miteinander, so bestimmten relatives Angebot und relative Nachfrage den Weltmarktpreis, der sich zwischen den jeweiligen Arbeitsproduktivitäten einpendelt.

## Grundlegende Annahmen
Folgende grundlegende Annahmen bzw. Vereinfachungen liegen dem Ricardo-Modell zugrunde:
1. Internationaler Freihandel, der weder durch Zölle noch durch Nichttarifäres Handelshemmnis reglementiert ist.
2. Eine Welt, die lediglich aus zwei Ländern (In- und Ausland) besteht.
3. In jedem dieser Länder werden zudem nur zwei Güter produziert (Gut X und Gut Y).
4. Man betrachtet nur den Produktionsfaktor menschliche Arbeit, wobei Homogenität unterstellt wird. Dies bedeutet, dass alle Menschen alles gleich gut können. (Es herrscht vollkommene intersektorale Mobilität der Arbeitskräfte.)
5. Die Produktionsfunktion nimmt einen linearen Verlauf. (→ eine lineare Transformationskurve)
6. Bei konstantem Arbeitsangebot (L) herrscht Vollbeschäftigung. Das Arbeitsangebot kann jedoch in den einzelnen Ländern voneinander abweichen.
7. Es wird weiterhin eine konstante Arbeitsproduktivität für beide Güter vorausgesetzt. Diese wird durch ihren Kehrwert, den Arbeitskoeffizienten, dargestellt.
8. Weder Arbeitskraft noch Kapital sind über die Landesgrenze hinaus mobil. (Es herrscht vollkommene internationale Immobilität der Produktionsfaktoren.)
9. Es herrscht vollständiger Wettbewerb auf allen Märkten, d. h. Preis = Grenzkosten. Weiterhin wird unterstellt, dass der Lohnsatz in beiden Sektoren eines Landes identisch ist.

Anhand dieser Annahmen lässt sich leicht erkennen, dass das Ricardo-Modell nur einen grundlegenden Anhaltspunkt für die Erklärung des Außenhandels bieten kann. Von daher sind auch viele kritische Ansätze haltlos, da sie die oben genannten Annahmen nicht oder nur teilweise berücksichtigen.

## Beschreibung

### Kerngedanke: Das Prinzip des komparativen Vorteils
Der Handel zwischen zwei Ländern kann für beide Länder vorteilhaft sein, wenn jedes Land diejenigen Güter exportiert, bei denen es über einen komparativen Vorteil verfügt.
Diese zentrale Aussage spiegelt die Bedeutung des komparativen Vorteils wider, auf dem das Ricardo-Modell beruht. Der komparative Vorteil entsteht durch unterschiedliche Opportunitätskosten bei der Herstellung der Güter in dem produzierenden Land, d. h. die Kosten des Verzichts auf das eine Gut bei der Produktion des anderen sind niedriger als im zweiten Land.
Dies ist wiederum auf unterschiedliche Arbeitsproduktivitäten in den beteiligten Ländern zurückzuführen. Unterschiedliche Arbeitsproduktivitäten resultieren bspw. aus verschiedenen klimatischen oder historischen Gegebenheiten.
Unwesentlich sind somit absolute Kostenvorteile, was zudem begründet, warum auch zwei wirtschaftlich völlig verschieden entwickelte Länder miteinander Handel treiben werden. Dies wäre bspw. auf den Handel zwischen einer Industrienation und einem sog. „Dritte Welt“-Land anwendbar. Wobei auch das „Dritte-Welt“-Land trotz eventuell viel höherer absoluter Produktionskosten sich dennoch am Welthandel beteiligen kann, indem es nämlich seine Arbeitskräfte effizient einsetzt.
Es tritt also in den einzelnen Ländern eine Spezialisierung auf die Produktion des Gutes ein, bei dem man über einen komparativen Vorteil verfügt. Das jeweils andere Gut wird demnach nicht mehr produziert, sondern importiert.
Durch die effiziente Nutzung des Produktionsfaktors Arbeit kann letztlich also mehr produziert werden. Zudem erzielen die beteiligten Staaten Außenhandelsgewinne durch den Export, des von ihnen produzierten Gutes. Dies führt wiederum dazu, dass auch mehr von dem nicht produzierten Gut konsumiert werden kann (durch Import). Der Wohlstand der Länder steigt demnach.

### Das Einfaktormodell der Volkswirtschaft

Die Transformationskurve von Inland

Im ersten Schritt geht man davon aus, dass es nur das Inland gibt. Dieses produziert zwei Güter. Die Arbeitskraft ist dabei der einzige Produktionsfaktor. Aufgrund der unterschiedlichen Gegebenheiten werden unterschiedlich viele Arbeitsstunden für die Produktion einer Mengeneinheit des jeweiligen Gutes benötigt. Man definiert dieses Input/Output-Verhältnis als Arbeitskoeffizient.
Da die Produktionsmöglichkeiten eines Landes durch das beschränkte Angebot an Arbeitskräften begrenzt sind, ist es demnach nur möglich eine bestimmte Menge an Gütern zu produzieren. Man stellt diese maximalen Produktionsmöglichkeiten anhand der Transformationskurve dar, wobei ihre Steigung den Opportunitätskosten entspricht (auch Grenzrate der Transformation genannt). Die Grenzrate der Transformation gibt also die Menge des Verzichts wieder, welche bei der Produktion eines zusätzlichen anderen Gutes in Kauf genommen werden muss. Das negative Vorzeichen wird dabei ignoriert.
Um die tatsächliche Produktionsmenge zu ermitteln, ist es wichtig zu berücksichtigen, dass der Lohnsatz in beiden Branchen gleich ist. Ansonsten würden die Arbeiter bevorzugt in der Branche mit den höheren Löhnen arbeiten. Die Produktion des anderen Gutes würde dadurch vernachlässigt.
Geht man weiterhin davon aus, dass der Preis der Güter nur durch ihre Kosten bestimmt ist, so lässt sich feststellen, dass allein bei Gleichheit des Preisverhältnisses (vgl. relativer Preis) und des Arbeitseinsatzverhältnisses auch beide Güter tatsächlich produziert werden. Mit anderen Worten ausgedrückt bedeutet dies, dass ohne Außenhandel der relative Preis gleich dem relativen Arbeitskoeffizienten ist.
Oder mathematisch ausgedrückt:
{\displaystyle {\frac {P_{x}}{P_{y}}}={\frac {a_{LX}}{a_{LY}}}}
Findet nun zunächst kein Außenhandel statt (geschlossene Volkswirtschaft/Autarkie), würde also Inland beide Güter produzieren.
Der Preis der Güter wird dann als der sog. Autarkiepreis bezeichnet. Er berechnet sich zunächst als Produkt des Arbeitseinsatzes und des Lohnsatzes. Da der Lohnsatz konstant ist, lässt sich im Zwei-Güter-Fall sagen, dass das Preisverhältnis des einen Gutes den Opportunitätskosten des anderen entspricht, d. h.:
{\displaystyle {\frac {P_{X}}{P_{Y}}}={\frac {a_{X}}{a_{Y}}}}

### Das Einfaktormodell des Welthandels

Die Transformationskurve von Ausland

Im zweiten Schritt wird das Modell jetzt um ein zweites Land, das Ausland, erweitert (in der Formel mit einem {\displaystyle ^{*}} gekennzeichnet). Beide Länder produzieren nun wiederum die zwei gleichen Güter (Gut Y und Gut X). Entscheidend ist hierbei folgende Annahme:
{\displaystyle {\frac {a_{LX}}{a_{LY}}}<{\frac {a_{LX}^{*}}{a_{LY}^{*}}}}
oder anders ausgedrückt:
{\displaystyle {\frac {a_{LX}}{a_{LX}^{*}}}<{\frac {a_{LY}}{a_{LY}^{*}}}}
Dies bedeutet, dass das Verhältnis der Arbeitskoeffizienten bei der Produktion des einen Gutes im Inland kleiner ist als im Ausland, wobei das Ausland bei der Produktion des anderen Gutes produktiver ist. Die Transformationskurve des Auslandes nimmt daher einen anderen Verlauf. Sie besitzt z. B. eine stärkere Steigung.
Treten nun beide Länder miteinander in Außenhandelsbeziehungen, dann ergibt sich die Möglichkeit Güter, deren relativer Preis im Ausland höher ist als im Inland, zu exportieren.
Nutzt nun ein Land seinen komparativen Vorteil und exportiert, so kann es einen Handelsgewinn erzielen. Aber auch das Ausland würde vom Handel profitieren, indem es den komparativen Vorteil des Inlandes in Form des Imports nutzt und sich somit auf die Produktion des Gutes beschränkt, bei dem es selbst einen komparativen Vorteil besitzt. Zudem könnten die Länder so ihre Konsummöglichkeiten, auch über die Limitierung durch ihre jeweilige Budgetgerade hinaus, steigern.

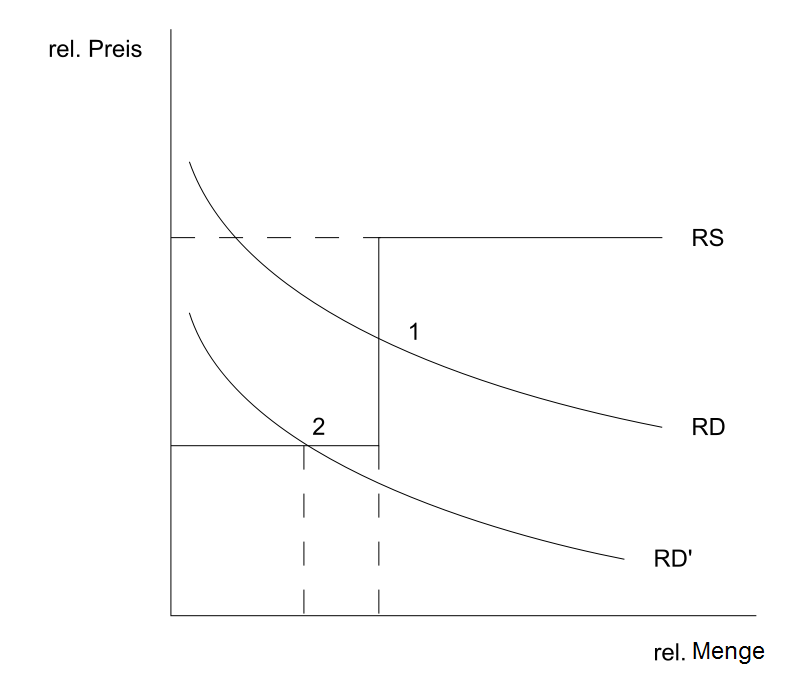
Das allgemeine Weltmarktgleichgewicht

Es entwickelt sich somit ein Weltmarkt auf dem relatives Angebot (RS) und relative Nachfrage (RD) den Preis bestimmen (Voraussetzung Freihandel). Der Schnittpunkt der beiden Kurven wird als allgemeines Weltmarktgleichgewicht bezeichnet (1).
Der Verlauf der RS-Kurve (Treppenform) lässt sich folgendermaßen erklären:
Auf der ersten „Stufe“ entspricht der Weltpreis für Gut X gleich dem Arbeitskoeffizienten. Unterhalb dieses Niveaus existiert kein Angebot an Gut X, da selbst das Inland, welches günstiger produzieren kann als das Ausland, dann nicht mehr kostendeckend arbeiten könnte. Der Weltpreis für Gut Y ergibt sich demnach aus dem Arbeitskoeffizienten des Auslands, welches ja Gut Y relativ gesehen billiger herstellen kann (zweite „Stufe“). Das Gleichgewicht auf dem Weltmarkt pegelt sich nun zwischen diesen beiden Preisen ein (1). Wäre die relative Nachfrage geringer (RD'), so könnte sich auch ein Gleichgewicht bei (2) ergeben.
In der Folge spezialisieren sich die Länder auf die Produktion von Gut X bzw. Gut Y und erzielen bei dem jeweiligen Gut Außenhandelsgewinne, welche ihnen die Einfuhr des jeweils anderen Gutes zum Weltmarktpreis (der ja niedriger ist als der Preis bei Eigenproduktion) ermöglichen. Dies führt zu gesteigerten Konsummöglichkeiten. Der Wohlstand der Länder wächst folglich damit.

### Erweiterung des Modells: der komparative Vorteil bei mehreren Gütern

Das Weltmarktgleichgewicht bei fünf Gütern

Das Ricardo-Modell lässt sich auch auf mehrere Güter erweitern. Am Prinzip ändert sich dabei natürlich nichts. Jedes Land produziert die Güter, bei denen es einen komparativen Kostenvorteil hat.
Das Weltmarktgleichgewicht lässt sich wieder mit Hilfe von RS- und RD-Funktion darstellen.

### Einbeziehung von Transportkosten und nicht handelbarer Güter
Die vollkommene Spezialisierung eines Landes in der realen Weltwirtschaft ist aus den folgenden drei Gründen kaum realisierbar und deshalb stark eingeschränkt.
1. In der Realität gibt es mehrere Produktionsfaktoren, die sich gegenseitig beeinflussen und der vollkommenen Spezialisierung entgegenwirken.
2. Oft wollen Staaten bestimmte Branchen gegen einen ausländischen Wettbewerb schützen und ergreifen Maßnahmen, um den inländischen Markt nach außen hin abzuschirmen (Protektionismus).
3. David Ricardo verzichtet bei seinem Modell auf die Berücksichtigung jeglicher Transportkosten der gehandelten Güter. Diese Transportkosten machen einen gewissen Prozentsatz der Produktionskosten aus, welcher in die Berechnung mit einfließen muss.
Die Einbeziehung der Transportkosten führt zur Herausbildung nicht handelbarer Güter. Aufgrund fehlender, nennenswerter (nationaler) Kostenvorteile oder zu hoher Transportkosten werden diese Güter nicht gehandelt.
So ist ein Handel, bei dem die Gewichtung der Güter im Verhältnis zu ihrem Wert sehr hoch ist, nicht lohnend. Deshalb ist ein Import von Zement etwa, auch wenn er im Ausland deutlich günstiger zu produzieren ist, in den meisten Fällen nicht zu empfehlen.
In einigen Fällen ist es sogar unmöglich, Außenhandel zu betreiben, da viele Dienstleistungen beispielsweise nicht transportfähig sind und somit nur regional eingesetzt werden können.

### Multilateraler Handel

Multilateraler Handel

In der Realität gibt es weit mehr als 2 Länder und zwei Waren. Es handeln 150 Länder mit Millionen verschiedener Waren und Dienstleistungen.
Die Handelsmöglichkeiten in der heutigen Zeit sind enorm, so kann ein Land von einem anderen etwas importieren ohne etwas exportieren zu müssen. Es entsteht ein Kreislauf, siehe hierzu Abb. rechts „Multilateraler Handel“.
Um bessere Resultate zu erzielen, braucht es viele verschiedene Handelsteilnehmer. Multilaterale Handelsabkommen sind in der heutigen Zeit unabdingbar um eine effiziente Nutzung der jeweiligen Ressourcen zu haben.

## Beispiel
David Ricardos Außenhandelstheorie beruht auf dem von ihm entwickelten Prinzip des komparativen Vorteils. Im Kern besagt die Theorie, dass sich der Warenaustausch zwischen zwei Ländern für beide lohnt, selbst wenn ein Land alle Güter mit geringerem Aufwand herstellen kann als das andere.
Ricardo verdeutlicht seine Überlegung am Beispiel des Handels mit Tuch und Wein zwischen England und Portugal. Sofern zwischen beiden Ländern kein Handel stattfindet, stellt jedes Land beide Produkte – Tuch und Wein – selbst her. England benötigt für die Produktion von 1000 Rollen Tuch 100 Arbeiter und für die Herstellung von 1000 Fässern Wein 120 Arbeiter. Portugal hingegen benötigt für die Produktion der gleichen Menge Tuch lediglich 90 Arbeiter und für die Herstellung der gleichen Menge Wein 80 Arbeiter. Insgesamt stellen beide Länder zusammen 2000 Rollen Tuch und 2000 Fässer Wein her.
Spezialisieren sich nun beide Länder jeweils auf das Gut, welches sie relativ zum anderen Gut im eigenen Land produktiver herstellen können, führt dies bei gleichbleibender Arbeitsproduktivität zu einer insgesamt größeren Ausbringungsmenge:
| Zustand ohne Handel | Zustand ohne Handel | Zustand ohne Handel       | Zustand ohne Handel | Zustand ohne Handel | Zustand ohne Handel        |
| England             | England             | England                   | Portugal            | Portugal            | Portugal                   |
| Anzahl der Arbeiter | Ausbringungsmenge   | Arbeitsproduktivität      | Anzahl der Arbeiter | Ausbringungsmenge   | Arbeitsproduktivität       |
| ------------------- | ------------------- | ------------------------- | ------------------- | ------------------- | -------------------------- |
| 100                 | 1000 Rollen Tuch    | 10 Tuch/Arbeiter          | 90                  | 1000 Rollen Tuch    | 11,11 Tuch/Arbeiter        |
| 120                 | 1000 Fässer Wein    | 8,33 Fässer/Arbeiter      | 80                  | 1000 Fässer Wein    | 12,5 Fässer/Arbeiter       |
| 220                 | 2000 Einheiten      | ⌀ 9,09 Einheiten/Arbeiter | 170                 | 2000 Einheiten      | ⌀ 11,76 Einheiten/Arbeiter |
|                     |                     |                           |                     |                     |                            |
| Zustand mit Handel  |                     |                           |                     |                     |                            |
| England             | England             | England                   | Portugal            | Portugal            | Portugal                   |
| Anzahl der Arbeiter | Ausbringungsmenge   | Arbeitsproduktivität      | Anzahl der Arbeiter | Ausbringungsmenge   | Arbeitsproduktivität       |
| 100                 | 1000 Rollen Tuch    | 10 Tuch/Arbeiter          | 90                  | 1125 Fässer Wein    | 12,5 Fässer/Arbeiter       |
| 120                 | 1200 Rollen Tuch    | 10 Tuch/Arbeiter          | 80                  | 1000 Fässer Wein    | 12,5 Fässer/Arbeiter       |
| 220                 | 2200 Rollen Tuch    | ⌀ 10 Tuch/Arbeiter        | 170                 | 2125 Fässer Wein    | ⌀ 12,5 Fässer/Arbeiter     |

In Ricardos Beispiel spezialisiert sich Portugal auf die Herstellung von Wein, da das Land bei der Weinherstellung weniger Arbeitskräfte als bei der Tuchproduktion benötigt. Geht man davon aus, dass 1000 Rollen Tuch äquivalent zu 1000 Fässern Wein sind und dass die 90 Arbeiter aus der Tuchproduktion über die gleiche Produktivität wie die bereits eingesetzten Weinarbeiter verfügen, kann Portugal 1125 Fässer Wein zusätzlich herstellen. Portugal produziert somit nicht mehr 1000 Rollen Tuch und 1000 Fässer Wein, sondern stellt 2125 Fässer Wein her.
England wiederum stellt seine Weinproduktion ein und produziert ausschließlich Tuch. Die einstigen 120 Weinarbeiter können bei gleicher Produktivität wie die schon beschäftigten Arbeiter zusätzlich 1200 Rollen Tuch produzieren. Analog zu Portugal stellt England nicht mehr 1000 Rollen Tuch und 1000 Fässer Wein her, sondern produziert 2200 Rollen Tuch.
Durch Arbeitsteilung und Handel können England und Portugal ihre gemeinsame Ausbringungsmenge um 200 Rollen Tuch und 125 Fässer Wein steigern. Der Handel mit dem jeweils anderen Land sichert die Versorgung mit dem selbst nicht mehr produzierten Gut und ist Grundlage für steigenden Wohlstand.

## Empirische Bestätigung

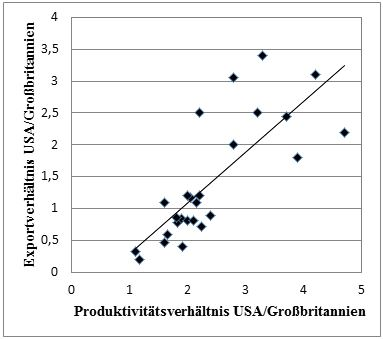
Produktivität und Exporte

Der Kerngedanke des Ricardo-Modells – dass Länder in erster Linie die Waren exportieren, bei denen ihre Produktivität relativ hoch ist – lässt sich empirisch bestätigen.
So wurden anhand von Daten aus der Zeit nach dem Zweiten Weltkrieg die Produktivität und der Handel von Großbritannien und den USA verglichen. Es stellte sich heraus, dass die Produktivität der USA in sämtlichen 26 untersuchten Branchen größer war als die Großbritanniens. Die Amerikaner hatten also überall einen absoluten Vorteil.
Dennoch war das Gesamtvolumen der britischen Exporte nur geringfügig kleiner als das der Amerikaner. In zwölf Sektoren waren die Exporte Großbritanniens größer als die der USA.
Ricardos Theorie bestätigend, waren dies die Sektoren, in denen Großbritanniens Produktivitätsnachteil relativ gering ausfiel. Folgerichtig übertrafen die amerikanischen Exporte die britischen nur in denjenigen Branchen spürbar, in denen die USA über einen hohen relativen Produktivitätsvorteil verfügten.
Die nebenstehende Abbildung veranschaulicht Ricardos Theorie, dass der Handel nicht von absoluten, sondern von relativen Vorteilen anhängt. So geht aus der Abbildung hervor, dass amerikanische Unternehmen in einer Branche umso mehr exportieren, je höher dort ihr relativer Produktivitätsvorteil ist.
Einen empirischen Beleg, dass Außenhandel den teilnehmenden Akteuren nützt, liefert der enorme Zuwachs an Welthandelsbeziehungen mit den damit einhergehenden Wohlfahrtszuwächsen in einer Vielzahl von Volkswirtschaften nach dem Zweiten Weltkrieg. Diese Entwicklung ist zweifellos zu einem Großteil auf den sich intensivierenden weltweiten Handel zurückzuführen.
Ricardos komparativer Kostenvorteil war die Grundlage des 1932 entwickelten Ricardo-Viner-Modells. Darüber hinaus bildet das Modell der komparativen Vorteile auch heute noch eine bedeutende Argumentationsgrundlage für die Liberalisierung des Welthandelssystems durch die Welthandelsorganisation.

## Kritik
Bei genauerer Betrachtungsweise hält das Ricardo-Modell einem Abgleich mit der Realität nur bedingt stand.
So unterstellt das Modell die menschliche Arbeit als einzigen Produktionsfaktor. Kapital als Produktionsfaktor lässt Ricardo in seiner Theorie unberücksichtigt. Somit bezieht Ricardo die unterschiedliche Ressourcenausstattung der Länder, die in der Praxis ebenfalls zu Handel zwischen den Nationen führt, in sein Modell nicht ein.
Ein weiterer Kritikpunkt betrifft Ricardos Annahme, dass die Produktionsfaktoren zwischen
den Sektoren frei beweglich sind und somit sämtliche Güter von allen Arbeitern hergestellt werden können. Dies betrifft auch die Unterstellung Ricardos, dass es sich bei den von unterschiedlichen Produzenten hergestellten Gütern um homogene Güter handelt. Beide Annahmen begegnen uns in diesem Ausmaß in der Realität nicht.
Zudem muss Ricardos Annahme der Vollbeschäftigung kritisch gesehen werden. In real existierenden Volkswirtschaften existiert stets ein gewisser Personenkreis, der einer Erwerbstätigkeit nicht nachgehen kann bzw. möchte. Entgegen Ricardos Annahme wird in der Realität das vorhandene Arbeitskräftepotenzial nicht voll ausgeschöpft.
Darüber hinaus vernachlässigt Ricardo in seinem Modell der komparativen Vorteile die Transaktionskosten. Insbesondere das Fehlen der Transportkosten wird in der Fachliteratur vielfach kritisiert.
Ricardo geht in seinem Modell von konstanten Skalenerträgen aus, d. h., er unterstellt, dass die Produktivität nicht von der produzierten Menge abhängt. In der Praxis machen sich insbesondere in Industrieunternehmen mit einer zunehmenden Ausbringungsmenge Massenproduktionsvorteile bemerkbar, die zu steigenden Skalenerträgen führen. In der Landwirtschaft hingegen ist aufgrund des nur begrenzt nutzbaren Bodens zumeist von abnehmenden Skalenerträgen auszugehen. Folglich muss Ricardos Annahme der konstanten Skalenerträge als wenig realistisch eingeschätzt werden.
Außenhandel hat erwiesenermaßen einen starken Einfluss auf die Einkommensverteilung innerhalb der beteiligten Länder. Ricardo geht auf die entstehenden Verteilungseffekte nicht ein, sondern konstatiert lediglich, dass Außenhandel sich auf den Wohlstand der Länder als Ganzes positiv auswirkt.
Nicht vergessen sollte man außerdem, dass Ricardo sich auf die Erklärung des interindustriellen Handels beschränkt und das Modell somit nicht alle denkbaren Bereiche des Welthandels erfasst.
Trotz der offenkundigen Schwächen des Modells gilt die Kernaussage Ricardos – dass Produktivitätsunterschiede im internationalen Handel eine wichtige Rolle spielen und es eher auf den komparativen als auf den absoluten Vorteil ankommt – als unbestritten.

## Gängige Irrtümer verschiedener Argumentationen
Es gibt in Wirtschaft und Politik drei gängige Irrtümer, die oft im Zusammenhang mit dem Außenhandel genannt werden.

### Das Wettbewerbs-Argument
Es wird davon ausgegangen, dass der Freihandel nur dann einen Nutzen bringt, wenn das eigene Land dem ausländischen Wettbewerb standhalten kann.
Außenhandelsgewinne ergeben sich jedoch nicht aus absoluten, sondern aufgrund von komparativen Vorteilen. Selbst wenn das Inland in jeder seiner Produktionen ineffizienter als das Ausland ist, kann es erfolgreich am Außenhandel teilnehmen, da ein absoluter Vorteil keine hinreichende Bedingung für einen komparativen Kostenvorteil darstellt.

### Das Lohndumping-Argument
Bei dieser Argumentation wird plädiert, internationaler Wettbewerb schade anderen Ländern, wenn ein Wettbewerbsvorteil auf niedrigen Löhnen basiert. Man solle sich nicht mit anderen Ländern messen, die zwar weniger produktiv sind, aber niedrigere Löhne zahlen. Diese „Niedriglohnländer“ würden einen Wettbewerbsvorteil daraus ziehen, da sie ihren Arbeitern weniger Geld zahlen. Dieses Argument wird regelmäßig von Gewerkschaften verwendet, um ein Schutz der Branchen zu fordern.
Es kommt aber nicht darauf an, in welchem Bereich das Ausland einen Wettbewerbsvorteil hat, denn Handelsgewinne entstehen dadurch, dass das eigene Land in einem Gut einen komparativen Vorteil hat und dieses dann gegen ein Gut aus dem Ausland tauscht. Es geht also darum, dass diejenigen Länder, die das Produkt durch Spezialisierung günstiger herstellen und Handel betreiben, einen Vorteil gegenüber den autarken Ländern haben.

### Das Ausbeutungs-Argument
Durch Außenhandel wird ein Niedriglohnland durch Länder mit höheren Löhnen ausgebeutet. Dieses Argument wird meist auf der Emotionsebene vorgetragen und soll die moralische Frage in den Vordergrund stellen, ob es in Ordnung ist, Menschen in anderen Ländern deutlich niedrigere Löhne zu zahlen, als im eigenen Land. Allerdings ist es gesamtwirtschaftlich betrachtet nicht so, dass ein Land mit niedrigeren Löhnen durch ein Land mit höheren Löhnen ausgebeutet wird.
Die Frage ist, ob der Handel selbst einen zusätzlichen Mehrwert bringt. Das wird deutlich, wenn man die Alternative ohne Außenhandel betrachtet: In der Autarkie (ohne Handel) finden nur absolute Vorteile Verwendung, die relativen finden keine Beachtung. Also würden Handelsgewinne, welche aus relativen Vorteilen resultieren, wegfallen. Dementsprechend würde es dem Land ohne Handel noch schlechter gehen als mit.